# Saizerais
Saizerais är en kommun i departementet Meurthe-et-Moselle i regionen Grand Est (tidigare regionen Lorraine) i nordöstra Frankrike. Kommunen ligger i kantonen Pompey som tillhör arrondissementet Nancy. År 2022 hade Saizerais 1 457 invånare.

## Befolkningsutveckling
Antalet invånare i kommunen Saizerais
| Referens: INSEE |